# Tamchal
Tamchal (em persa: تمچال, também romanizada como Tamchāl e Tomchal; também conhecida como Temīchāl, Tīmchāl e Yatamchal) é uma aldeia do distrito rural de Kurka, situada no distrito central de Astaneh-ye Ashrafiyeh, na província de Gilan, no Irã. Segundo o censo de 2006, sua população era de 718, em 196 famílias.